# Wayne Newton
Carson Wayne Newton, född 3 april 1942 i Norfolk, Virginia, är en amerikansk sångare och underhållare. Han håller till i Las Vegas där han under 40 år gjort mer än 30 000 soloframträdanden. Hans mest kända låtar är "Daddy Don't You Walk So Fast" (1972), "Years" (1980) och "Danke Schoen" (1963).

## Filmografi i urval
- 1964 – American Bandstand (TV-serie)
- 1964 – The Jack Benny Program (TV-serie)
- 1965 – The Lucy Show (TV-serie)
- 1966 – Bröderna Cartwright (TV-serie)
- 1966 – The Danny Kaye Show (TV-serie)
- 1986 – Nord och Syd (TV-serie)
- 1989 – Tid för hämnd
- 1990 – Ford Fairlane
- 1990 – Huset fullt (TV-serie)
- 1991 – Roseanne (TV-serie)
- 1991 – Lagens änglar (TV-serie)
- 1994 – Röster från andra sidan graven (TV-serie)
- 1995 – Fresh Prince i Bel Air (TV-serie)
- 1997 – Ellen (TV-serie)
- 1997 – Ett päron till farsa i Las Vegas
- 1998 – Ally McBeal (TV-serie)
- 2001 – Ocean's Eleven
- 2003 – Jims värld (TV-serie)
- 2004 – Sjunde himlen (TV-serie)
- 2004 – Elvis Has Left the Building
- 2006 – Smokin' Aces